# Balık-ekmek

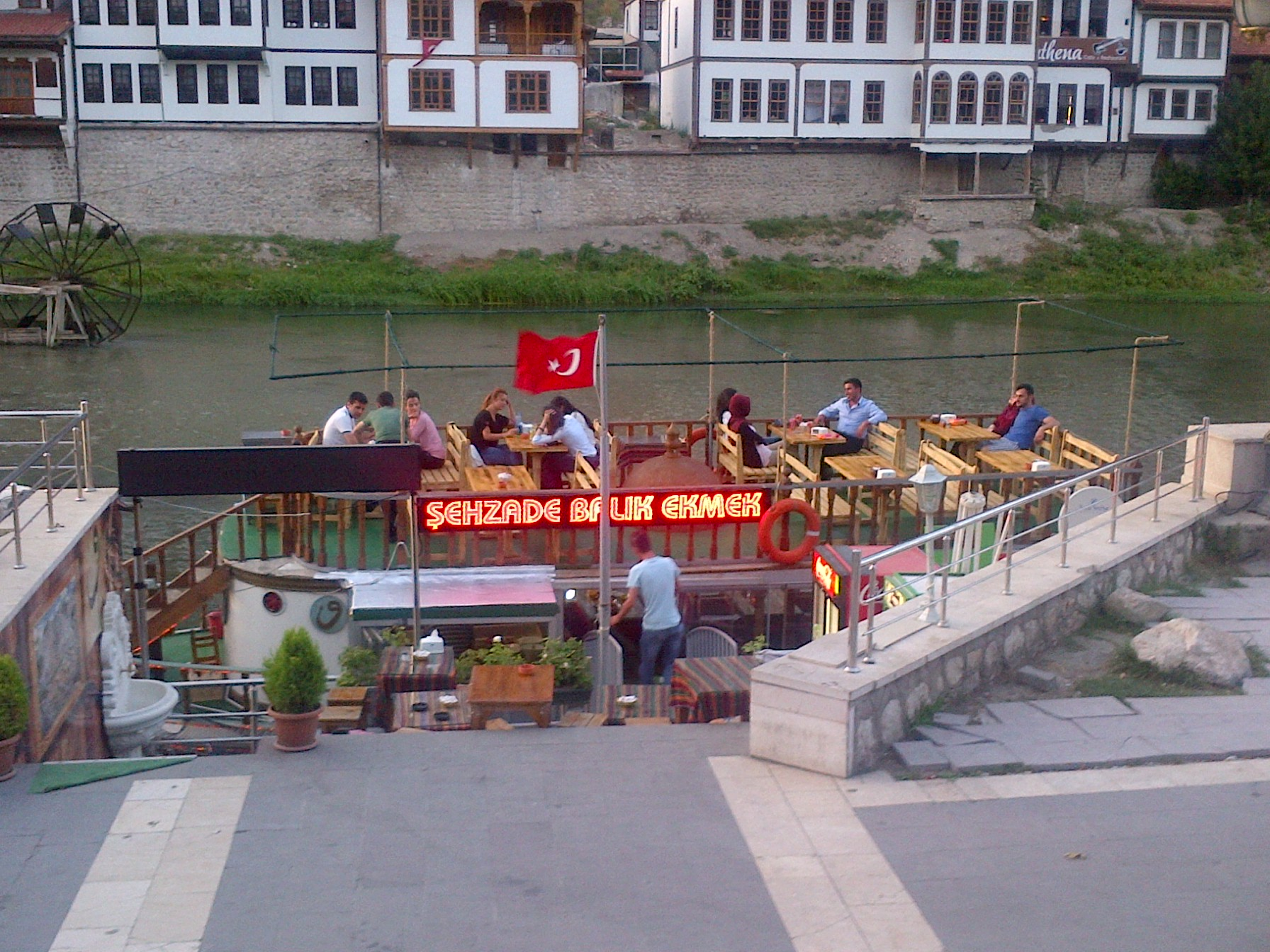
Balık-ekmek sobre una lancha a la orilla del río Yeşilırmak en Amasya.

Balık-ekmek es una comida callejera típica de Turquía. Se trata de un filete de pescado frito o hecho a la parrilla y servido entre las dos partes de un pan. Su preparación y venta al público generalmente se realiza en pequeñas embarcaciones varadas en algún muelle.

## Nombre
En el idioma turco balık significa pescado y ekmek pan.

## Lugares de consumo y variedades

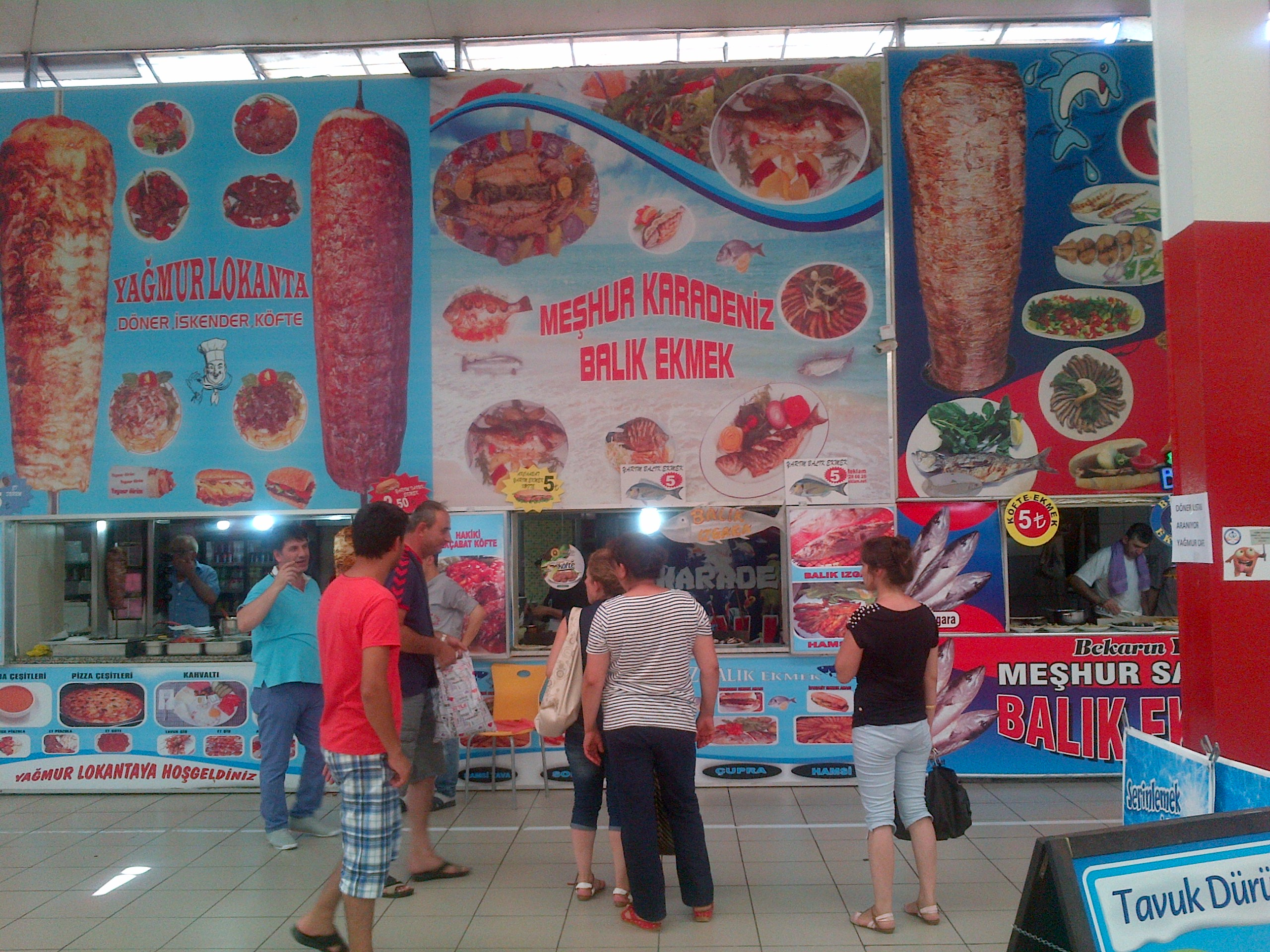
Venta de balık-ekmek en Samsun.

Los pescados usados son generalmente uskumru (la caballa), çupra (el dorado) y lüfer, según la estación. En muchas partes también se sirve hamsi (boquerones) fritos en pan. Este "entrepán" generalmente se acompaña de cebollas moradas (o blancas), cebollines en época, pimientos verdes picantes, tipo piparras ("sivri biber" en turco), y limón.
Los lugares típicos para comer balık-ekmek en Turquía están generalmente en las ciudades costeras, empezando con Estambul, pero también es común servirse balık-ekmek en la calle en algunas otras ciudades de Turquía, como la capital Ankara. En Ankara, el lugar más tradicional para este tipo de comida callejera es la calle Sakarya en el barrio de Kızılay, distrito Çankaya. En Estambul hay venta de balık-ekmek en casi cada muelle pero los lugares más conocidos son Eminönü, Karaköy y Kadıköy.

## En la cultura popular
Estar en Estambul y comer un balık-ekmek es un anhelo entre los estambulinos cuando están lejos de su patria, y una práctica común entre los turistas que visitan la ciudad, sean estos turcos o extranjeros. Los vendedores generalmente anuncian su producto con una llamada con rima: "Balık-ekmek, hazır yemek" (pan y pescado, comida preparado).